# Seaquest DSV (datorspel)
Seaquest DSV är ett spel baserat på  TV-serien med samma namn, utgivet till SNES och Mega Drive/Genesis. Spelaren antar rollen som kaptenen på ubåten Seaquest DSV 4600, och skall utföra diverse uppdrag ute till havs. En Game Boy-version släpptes också, vilken skiljer sig en del från övriga versioner.

### Fotnoter
1. ↑  ”Seaquest DSV” (på svenska). Super Power (Solna) (8 1995). augusti 1995. Läst 24 april 2014.